# Сан Филипо дел Мела
Сан Филѝпо дел Мѐла (на италиански: San Filippo del Mela, на сицилиански Santu Filippu, Санту Филипу) е градче и община в Южна Италия, провинция Месина, автономен регион и остров Сицилия. Разположено е на 89 m надморска височина. Населението на общината е 7291 души (към 2013 г.).